# Поріг (фільм)
«Поріг» (рос. Порог) — документальний фільм режисера Роллана Сергієнка відзнятий у 1988 році, про наслідки аварії на Чорнобильській АЕС. Спочатку фільм був заборонений до показу на території СРСР, але через деякий час отримав дозвіл на прокат і пройшов невеликим тиражем.

## Зміст фільму
Фільм розповідає історію людей, що були змушені покинути свої домівки у результаті аварії на ЧАЕС 26 квітня 1986 року. Свідки тих подій розповідають про те, що сталось на уражених територіях і про свою долю на новому місці, куди вони були змушені виїхати. Зокрема, фільм використовує унікальні неопубліковані фотографії постраждалих та неопубліковані відеозаписи, зроблені у місті Прип'ять 26—27 квітня 1986 року, що підтверджують слова жителів, що ніякого попередження щодо заходів особистої безпеки через аварію на станції у перші дні не було.

## Прокат фільму
Майже відразу після завершення роботи над фільмом у 1988 році і його прем'єри у союзі кінематографістів СРСР та участі в першому міжнародному кінофестивалі «Послание к Человеку» у Ленінграді, стрічка була заарештована представниками Міжвідомчої комісії. 5 січня 1989 року фільм отримав остаточний вирок: згідно встановленому порядку, ще до початку зйомок, необхідно було надати сценарій спеціальній експертній групі для прийняття рішення; з тексту стрічки, згідно "Переліку відомостей з питання про аварію на Чорнобильській АЕС, що не підлягають для публікації у відкритій пресі, радіо- та телепередач, наказувалося вилучити пряме та непряме зазначення величин доз опромінення, будь-яку інформацію про працездатність та стан осіб, що зазнали дії радіації під час та після аварії, а також про кількість військовослужбовців на ліквідації аварії. Через півроку, після депутатського запиту на сесії весняного З'їзду Верховної Ради СРСР, фільм отримує дозвіл на тираж та прокат.